# Barbara Potter
Barbara Potter (nacida el 22 de octubre de 1961) es una extenista de los Estados Unidos, que compitió profesionalmente en el WTA Tour entre 1978 y 1989, con seis títulos individuales y 19 títulos dobles. Su mejor ranking de singles fue el 7 puesto en diciembre de 1982. 

## Carrera
Potter comenzó a jugar al tenis cuando tenía ocho años. Después de graduarse en la escuela Taft en Watertown, Connecticut en 1978, Potter eligió convertirse en profesional en lugar de aceptar una oferta de admisión en la Princeton. Jugadora zurda, alcanzó las semifinales en el abierto de Estados Unidos en 1981 así como los cuartos de final en el abierto de Australia en 1984, y en Wimbledon en 1982, 1983 y 1985. En el WTA Tour Championships, alcanzó las semifinales en individuales en 1984 y fue subcampeona en dobles con Sharon Walsh en 1981. 
Potter alcanzó el puesto número 7, el más alto en su carrera en 1982 y ese año ganó los títulos individuales en el Campeonato Avon de Cincinnati y el campeonato de Estados Unidos en pista cubierta. También jugó en tres finales de dobles de Grand Slam, los dobles femeninos del US Open de 1982 con Sharon Walsh y los dobles mixtos del US Open de 1982 y 1983 con Ferdi Taygan.
En 1986, Potter sufrió dos hernias de disco en la espalda en un torneo en Inglaterra y se vio obligada a abandonar la gira varias veces. Después de un agotador programa de ejercicios y acondicionamiento físico, regresó con éxito a la gira.
Fue miembro de los equipos de la Wightman Cup de Estados Unidos de 1982 y 1984 y del equipo de la Fed Cup de Estados Unidos de 1988. En 1989, volvió a agravar una condición de espalda persistente al comienzo de la temporada cuando estuvo involucrada en un accidente automovilístico. Se jubiló en noviembre de 1989 debido al deterioro del cartílago de la cadera. 
Actualmente reside en Harlem  (Georgia).

## Resultados

### Finales de Grand Slam

#### Dobles femeninos
| Resultado | Año  | Campeonato | Superficie | Pareja       | Rivales                 | Tanteo   |
| --------- | ---- | ---------- | ---------- | ------------ | ----------------------- | -------- |
| Derrota   | 1982 | US Open    | Dura       | Sharon Walsh | Kathy Jordan Anne Smith | 6–4, 6–4 |

#### Dobles mixtos
| Resultado | Año  | Campeonato | Superficie | Pareja       | Rivales                          | Tanteo                       |
| --------- | ---- | ---------- | ---------- | ------------ | -------------------------------- | ---------------------------- |
| Derrota   | 1982 | US Open    | Dura       | Ferdi Taygan | Anne Smith Kevin Curren          | 6–7(4–7), 7–6(7–4), 7–6(7–5) |
| Derrota   | 1983 | US Open    | Dura       | Ferdi Taygan | Elizabeth Sayers John Fitzgerald | 3–6, 6–3, 6–4                |

### Finales de los campeonatos anuales

#### Doubles
| Resultado | Año  | Campeonato    | Superficie | Pareja       | Rivales                         | Tanteo        |
| --------- | ---- | ------------- | ---------- | ------------ | ------------------------------- | ------------- |
| Derrota   | 1981 | New York City | Moqueta    | Sharon Walsh | Martina Navrátilová Pam Shriver | 6–0, 7–6(8–6) |

## Finales de la WTA

### Individual: 14 (6–8)
| Ganador - Leyenda                 |
| --------------------------------- |
| Grand Slam (0–0)                  |
| WTA Tour (0–0)                    |
| Tier I (0–0)                      |
| Tier II (0–0)                     |
| Tier III (1–0)                    |
| Tier IV (0–1)                     |
| Tier V (0–1)                      |
| Virginia Slims, Avon, Otros (5–6) |

| Títulos por superficie |
| ---------------------- |
| Dura (2–2)             |
| Hierba (0–1)           |
| Tierra batida (0–0)    |
| Moqueta (4–5)          |

| Resultado | G/P | Fecha    | Campeonato   | Superficie | Rival               | Tanteo             |
| --------- | --- | -------- | ------------ | ---------- | ------------------- | ------------------ |
| Gana      | 1.  | Ene 1979 | Toronto      | Moqueta    | Bettina Bunge       | 6–1, 6–4           |
| Pierde    | 1.  | Ene 1980 | Las Vegas    | Dura       | Andrea Jaeger       | 6–7, 6–4, 1–6      |
| Pierde    | 2.  | Feb 1981 | Seattle      | Moqueta    | Sylvia Hanika       | 2–6, 4–6           |
| Gana      | 2.  | Ene 1982 | Cincinnati   | Moqueta    | Bettina Bunge       | 6–2, 7–6(7–3)      |
| Pierde    | 3.  | Feb 1982 | Kansas City  | Moqueta    | Martina Navratilova | 2–6, 2–6           |
| Pierde    | 4.  | Sep 1982 | Tokio        | Moqueta    | Bettina Bunge       | 6–7(4–7), 2–6      |
| Gana      | 3.  | Sep 1982 | Philadelphia | Moqueta    | Pam Shriver         | 6–4, 6–2           |
| Pierde    | 5.  | Feb 1984 | Chicago      | Moqueta    | Pam Shriver         | 6–7(4–7), 6–2, 3–6 |
| Gana      | 4.  | Aug 1985 | Monticello   | Dura       | Helen Kelesi        | 4–6, 6–3, 6–2      |
| Gana      | 5.  | Feb 1987 | Wichita      | Moqueta    | Larisa Savchenko    | 7–6(8–6), 7–6(7–5) |
| Pierde    | 6.  | Mar 1987 | Washington   | Moqueta    | Hana Mandlíková     | 4–6, 2–6           |
| Pierde    | 7.  | Jul 1988 | Newport      | Hierba     | Lori McNeil         | 4–6, 6–4, 3–6      |
| Gana      | 6.  | Ago 1988 | Cincinnati   | Dura       | Helen Kelesi        | 6–2, 6–2           |
| Pierde    | 8.  | Feb 1989 | Wichita      | Dura       | Amy Frazier         | 6–4, 4–6, 0–6      |

### Doubles: 41 (19–22)
| Ganador - Leyenda                   |
| ----------------------------------- |
| Grand Slam (0–1)                    |
| WTA Tour (0–1)                      |
| Tier I (0–0)                        |
| Tier II (0–0)                       |
| Tier III (0–0)                      |
| Tier IV (1–0)                       |
| Tier V (0–0)                        |
| Virginia Slims, Avon, Otros (18–20) |

| Títulos por superficie |
| ---------------------- |
| Dura (3–5)             |
| Hierba (3–0)           |
| Tierra batida (1–1)    |
| Moqueta (12–16)        |

| Resultado | G/P | Fecha    | Campeonato         | Superficie    | Pareja           | Rivales                               | Tanteo           |
| --------- | --- | -------- | ------------------ | ------------- | ---------------- | ------------------------------------- | ---------------- |
| Pierde    | 1.  | Aug 1978 | Mahwah             | Dura          | Pam Whytcross    | Ilana Kloss Marise Kruger             | 3–6, 4–6         |
| Gana      | 1.  | Jan 1980 | Las Vegas          | Dura          | Kay McDaniel     | Diane Desfor Barbara Jordan           | 4–5, 7–6, 6–4    |
| Gana      | 2.  | Sep 1980 | Atlanta            | Moqueta       | Sharon Walsh     | Kathy Jordan Anne Smith               | 6–3, 6–1         |
| Gana      | 3.  | Dec 1980 | Tucson             | Moqueta       | Leslie Allen     | Mary-Lou Piatek Wendy White           | 7–6, 6–0         |
| Gana      | 4.  | Jan 1981 | Kansas City        | Moqueta       | Sharon Walsh     | Rosie Casals Wendy Turnbull           | 6–2, 7–6(4)      |
| Pierde    | 2.  | Jan 1981 | Chicago            | Moqueta       | Sharon Walsh     | Martina Navrátilová Pam Shriver       | 3–6, 4–6         |
| Gana      | 5.  | Mar 1981 | Boston             | Moqueta       | Sharon Walsh     | JoAnne Russell Virginia Ruzici        | 6–7, 6–4, 6–3    |
| Pierde    | 3.  | Mar 1981 | Avon Championships | Moqueta       | Sharon Walsh     | Martina Navrátilová Pam Shriver       | 0–6, 6–7(6)      |
| Pierde    | 4.  | May 1981 | Tokio              | Moqueta       | Sharon Walsh     | Sue Barker Ann Kiyomura               | 5–7, 2–6         |
| Gana      | 6.  | Oct 1981 | Brighton           | Moqueta       | Anne Smith       | Mima Jaušovec Pam Shriver             | 6–7, 6–3, 6–4    |
| Pierde    | 5.  | Oct 1981 | Filderstadt        | Moqueta       | Anne Smith       | Mima Jaušovec Martina Navrátilová     | 4–6, 1–6         |
| Gana      | 7.  | Nov 1981 | Perth              | Hierba        | Sharon Walsh     | Betsy Nagelsen Candy Reynolds         | 6–4, 6–2         |
| Gana      | 8.  | Feb 1982 | Kansas City        | Moqueta       | Sharon Walsh     | Mary-Lou Piatek Anne Smith            | 4–6, 6–2, 6–2    |
| Gana      | 9.  | Feb 1982 | Oakland            | Moqueta       | Sharon Walsh     | Kathy Jordan Pam Shriver              | 6–1, 3–6, 7–6(5) |
| Pierde    | 6.  | Mar 1982 | Los Ángeles        | Moqueta       | Sharon Walsh     | Kathy Jordan Anne Smith               | 3–6, 5–7         |
| Pierde    | 7.  | Apr 1982 | Amelia Island      | Tierra batida | Sharon Walsh     | Leslie Allen Mima Jaušovec            | 1–6, 5–7         |
| Pierde    | 8.  | Aug 1982 | Montreal           | Dura          | Sharon Walsh     | Martina Navratilova Candy Reynolds    | 4–6, 4–6         |
| Gana      | 10. | Aug 1982 | Mahwah             | Dura          | Sharon Walsh     | Rosie Casals Wendy Turnbull           | 6–1, 6–4         |
| Pierde    | 9.  | Aug 1982 | US Open            | Dura          | Sharon Walsh     | Rosie Casals Wendy Turnbull           | 4–6, 4–6         |
| Pierde    | 10. | Sep 1982 | Philadelphia       | Moqueta       | Sharon Walsh     | Rosie Casals Wendy Turnbull           | 6–3, 6–7(5), 4–6 |
| Gana      | 11. | Oct 1982 | Deerfield Beach    | Dura          | Sharon Walsh     | Rosie Casals Wendy Turnbull           | 7–6(5), 7–6(3)   |
| Pierde    | 11. | Oct 1982 | Brighton           | Moqueta       | Sharon Walsh     | Martina Navratilova Pam Shriver       | 6–2, 5–7, 4–6    |
| Pierde    | 12. | Jan 1983 | Houston            | Moqueta       | Jo Durie         | Martina Navratilova Pam Shriver       | 4–6, 3–6         |
| Gana      | 12. | Jan 1983 | Palm Beach Garden  | Tierra batida | Sharon Walsh     | Kathy Jordan Paula Smith              | 6–4, 4–6, 6–2    |
| Gana      | 13. | Jul 1983 | Newport            | Hierba        | Sharon Walsh     | Barbara Jordan Elizabeth Sayers       | 6–3, 6–1         |
| Pierde    | 13. | Sep 1983 | Richmond           | Moqueta       | Kathy Jordan     | Rosalyn Fairbank Candy Reynolds       | 7–6(3), 2–6, 1–6 |
| Pierde    | 14. | Sep 1983 | Hartford           | Moqueta       | Kathy Jordan     | Billie Jean King Sharon Walsh         | 6–3, 3–6, 4–6    |
| Gana      | 14. | Oct 1983 | Detroit            | Moqueta       | Kathy Jordan     | Rosie Casals Wendy Turnbull           | 6–4, 6–1         |
| Gana      | 15. | Jan 1984 | Washington         | Moqueta       | Sharon Walsh     | Leslie Allen Anne White               | 6–1, 6–7(7), 6–2 |
| Pierde    | 15. | Jan 1984 | Houston            | Moqueta       | Sharon Walsh     | Mima Jaušovec Anne White              | 4–6, 6–3, 6–7(4) |
| Pierde    | 16. | Feb 1984 | Chicago            | Moqueta       | Pam Shriver      | Billie Jean King Sharon Walsh         | 7–5, 3–6, 3–6    |
| Gana      | 16. | Mar 1984 | Boston             | Moqueta       | Sharon Walsh     | Andrea Leand Mary-Lou Piatek          | 7–6(4), 6–0      |
| Pierde    | 17. | Sep 1984 | Fort Lauderdale    | Dura          | Sharon Walsh     | Martina Navratilova Elizabeth Sayers  | 6–2, 2–6, 3–6    |
| Pierde    | 18. | Oct 1984 | Brighton           | Moqueta       | Sharon Walsh     | Alycia Moulton Paula Smith            | 7–6, 3–6, 5–7    |
| Gana      | 17. | Mar 1985 | Dallas             | Moqueta       | Sharon Walsh     | Marcella Mesker Pascale Paradis       | 5–7, 6–4, 7–6(4) |
| Pierde    | 19. | May 1985 | Sídney             | Moqueta       | Sharon Walsh     | Pam Shriver Elizabeth Smylie          | 5–7, 5–7         |
| Pierde    | 20. | Oct 1985 | Brighton           | Moqueta       | Helena Suková    | Lori McNeil Catherine Suire           | 6–4, 6–7(3), 4–6 |
| Pierde    | 21. | Jan 1986 | Key Biscayne       | Dura          | Betsy Nagelsen   | Kathy Jordan Elizabeth Smylie         | 6–7(5), 6–2, 2–6 |
| Gana      | 18. | Mar 1986 | Nashville          | Moqueta       | Pam Shriver      | Kathy Jordan Elizabeth Smylie         | 6–4, 6–3         |
| Pierde    | 22. | Feb 1987 | Wichita            | Moqueta       | Wendy White      | Svetlana Parkhomenko Larisa Savchenko | 2–6, 4–6         |
| Gana      | 19. | Jul 1988 | Newport            | Hierba        | Rosalyn Fairbank | Gigi Fernández Lori McNeil            | 6–4, 6–3         |

## Rendimiento en Grand Slam

### Individual
| Torneo                    | 1978  | 1979  | 1980  | 1981  | 1982  | 1983  | 1984  | 1985  | 1986  | 1987  | 1988  | 1989  | SR carrera |
| ------------------------- | ----- | ----- | ----- | ----- | ----- | ----- | ----- | ----- | ----- | ----- | ----- | ----- | ---------- |
| Abierto de Australia      | A     | A     | A     | 2R    | 3R    | 3R    | QF    | 2R    | NH    | A     | 4R    | 1R    | 0 / 7      |
| Roland Garros             | A     | A     | A     | A     | A     | A     | A     | 1R    | A     | A     | A     | A     | 0 / 1      |
| Wimbledon                 | 2R    | 1R    | 3R    | 4R    | QF    | QF    | 4R    | QF    | A     | 2R    | 4R    | A     | 0 / 10     |
| Abierto de Estados Unidos | 2R    | 3R    | 3R    | SF    | 2R    | 2R    | 4R    | 2R    | A     | 1R    | 4R    | A     | 0 / 10     |
| SR                        | 0 / 2 | 0 / 2 | 0 / 2 | 0 / 3 | 0 / 3 | 0 / 3 | 0 / 3 | 0 / 4 | 0 / 0 | 0 / 2 | 0 / 3 | 0 / 1 | 0 / 28     |
| Ranking anual             | 62    | 47    | 25    | 10    | 8     | 25    | 12    | 17    | 26    | 12    | 10    | 105   |            |

### Dobles
| Torneo                    | 1978  | 1979  | 1980  | 1981  | 1982  | 1983  | 1984  | 1985  | 1986  | 1987  | 1988  | 1989  | SR carrera |
| ------------------------- | ----- | ----- | ----- | ----- | ----- | ----- | ----- | ----- | ----- | ----- | ----- | ----- | ---------- |
| Abierto de Australia      | A     | A     | A     | QF    | SF    | SF    | SF    | SF    | NH    | A     | SF    | 1R    | 0 / 7      |
| Roland Garros             | A     | A     | A     | A     | A     | A     | A     | A     | A     | A     | A     | A     | 0 / 0      |
| Wimbledon                 | 2R    | 2R    | 1R    | QF    | 2R    | SF    | SF    | QF    | A     | A     | 2R    | 2R    | 0 / 10     |
| Abierto de Estados Unidos | A     | A     | A     | 1R    | F     | A     | QF    | QF    | A     | 2R    | 1R    | A     | 0 / 6      |
| SR                        | 0 / 1 | 0 / 1 | 0 / 1 | 0 / 3 | 0 / 3 | 0 / 2 | 0 / 3 | 0 / 3 | 0 / 0 | 0 / 1 | 0 / 3 | 0 / 2 | 0 / 23     |
| Ranking anual             |       |       |       |       |       |       | 3     | 9     | 25    | 26    | 51    | 356   |            |